# Michael Härle
Michael Härle (* 1968 in Bochum) ist ein deutscher Schauspieler.

## Biografie
Michael Härle studierte an der Berliner Hochschule für Schauspielkunst „Ernst Busch“ und begann danach als Theaterschauspieler an verschiedenen Bühnen der Hauptstadt Fuß zu fassen. So erschien er 1991 in dem Stück Mercedes am Theater in der Fabrik, dem Arthur Schnitzlers Einakter Der grüne Kakadu und die elisabethanische Tragikomödie Changeling am Berliner Arbeiter-Theater (bat) folgten. 1993 wurde er mit dem Nachwuchspreis beim Treffen deutschsprachiger Schauspielschulen in Wien ausgezeichnet. 1995 agierte Härle, der unter anderem Ju-Jutsu, Fechten und englische und italienische Sprachkenntnisse zu seinen Fertigkeiten zählt, unter der Regie von Leanore Ickstadt in Mayhem am Theater am Halleschen Ufer. Das Stück, in dem sich sechs Tänzer und drei Schauspieler den Entstehungsprozessen von Gewalttaten annahmen, fiel jedoch bei den Kritikern durch.
Parallel zur Arbeit am Theater begann Michael Härle ab 1990 auch in Film- und Fernsehproduktionen in Erscheinung zu treten. Sein Fernsehdebüt feierte er mit einer kleinen Nebenrolle in Frank Beyers Kriegsdrama Das letzte U-Boot mit Ulrich Mühe und Ulrich Tukur, woraufhin er Gastauftritte in Fernsehserien wie Max Wolkenstein (Sat.1, 1995), oder Wolffs Revier (Sat.1, 1997) absolvierte. In der RTL-Serie Die Feuerengel (RTL, 1997) spielte er seine erste durchgehende Serien-Hauptrolle. Die Serie wurde allerdings nach 13 Folgen eingestellt. Der Durchbruch als Schauspieler stellte sich erst 2002 mit der Hauptrolle in der Sat.1-Serie Bewegte Männer ein. In der Sitcom, die lose auf Sönke Wortmanns Erfolgsfilm Der bewegte Mann (1994) basiert, übernahm Härle den Part, den Til Schweiger in der Kinofassung verkörpert hatte – eines attraktiven und frisch von seiner Freundin getrennten Heterosexuellen, der vorübergehend in den Haushalt eines homosexuellen Singles (Oliver Muth in der Rolle von Joachim Król) einzieht und Bekanntschaft mit dessen ebenfalls schwulen Freunden macht. Der von Oliver Berben produzierten halbstündigen Abendserie, die für jede Folge bekannte Gaststars wie Iris Berben, Oliver Korittke oder Ingolf Lück verpflichtete, war Erfolg beim Publikum beschieden. 2003 wurde Michael Härle unter anderem gemeinsam mit seinen Serienkollegen Oliver Muth, Victor Schefé und Ingo Naujoks für den Deutschen Fernsehpreis als Bester Schauspieler in einer Sitcom nominiert, musste sich aber Walter Sittler (Nikola) geschlagen geben. 
Nach drei Staffeln und 39 abgedrehten Episoden wurde die Serie Bewegte Männer im Jahr 2005 eingestellt, woraufhin Michael Härle die männliche Hauptrolle in dem ProSieben-Fernsehfilm Mädchen über Bord (2005) erhielt. In der romantischen Komödie, die von der Süddeutschen Zeitung als „Film wie eine Gummibärchentüte“ bewertet wurde, ist der 1,75 m große Mime als Schiffsarzt auf dem Kreuzfahrtschiff AIDA zu sehen, der das Herz der streitbaren Isabell Gerschke gewinnt. Ein Jahr später stieß Härle mit einer wiederkehrenden Rolle in der ZDF-Krimiserie SOKO Wismar zur Stammbesetzung um Claudia Schmutzler und Udo Kroschwald hinzu. Hier agierte er seit der vierten Staffel als Kriminaloberkommissar Sven Herzog, der der Liebe wegen Berlin und einer steilen Karriere den Rücken gekehrt hat und durch sein „großstädtisches Temperament“ bei seinen Kollegen auf wenig Gegenliebe stößt. Die Serie verließ er 2010 nach der 8. Staffel (nach 99 Folgen). Sein Nachfolger in der Serie wurde Jonas Laux.

## Filmografie (Auswahl)
- 1990: Das letzte U-Boot (Fernsehfilm)
- 1996: Max Wolkenstein (Fernsehserie, Episode Falscher Ehrgeiz)
- 1997: Die Feuerengel (Fernsehserie)
- 1998: Wolffs Revier (Fernsehserie, Episode Bauernopfer)
- 1999: Meine grüne Freiheit (Fernsehfilm)
- 2001: Dr. Stefan Frank – Der Arzt, dem die Frauen vertrauen (Fernsehserie, Episode Gottes Kinder)
- 2002: Maximum Speed – Renn' um dein Leben!
- 2002–2005: Bewegte Männer (Fernsehserie)
- 2005: Mädchen über Bord (Fernsehfilm)
- 2006–2011: SOKO Wismar (Fernsehserie)
- 2011: Notruf Hafenkante (Fernsehserie, Folge Gewinner und Verlierer)
- 2012: Inga Lindström: Der Tag am See (Fernsehreihe)

## Bühnenstücke
- 1991: Mercedes
- 1993: Der grüne Kakadu
- 1994: Changeling
- 1995: Mayhem

## Nominierungen
- Deutscher Fernsehpreis
  - 2003: nominiert in den Kategorien Bester Sitcom-Schauspieler und Beste Sitcom für Bewegte Männer
  - 2004: nominiert in der Kategorie Beste Sitcom für Bewegte Männer